# Engin explosif improvisé
Pour les articles homonymes, voir EEI, EEC et IED.

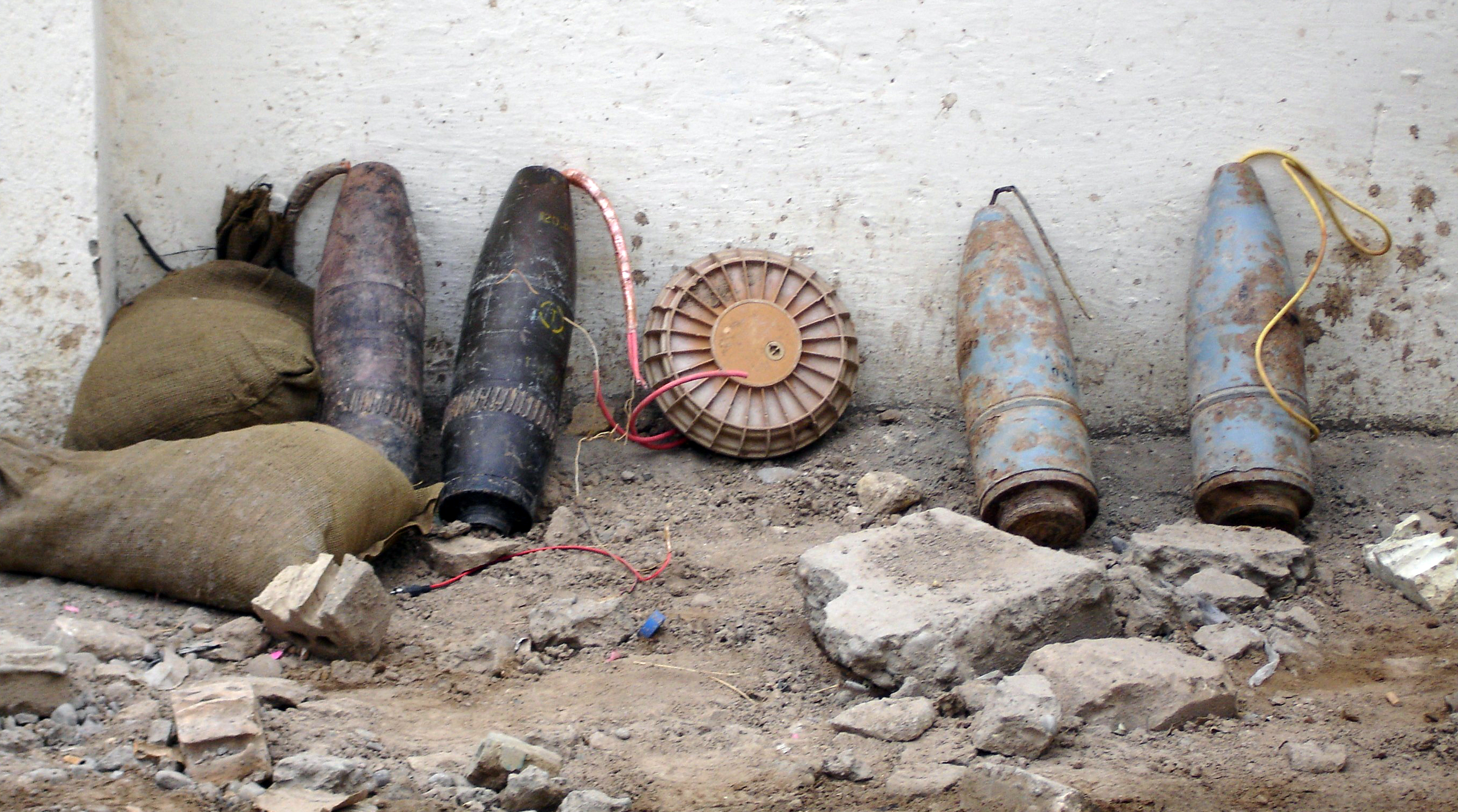
Diverses munitions transformées en EEI et découvertes par la police de Bagdad en novembre 2005.

Les engins explosifs improvisés (EEI), engins explosifs de circonstance, (EEC) (en anglais : Improvised Explosive Device, IED), engins explosifs de fortune, pièges explosifs, mines ou bombes artisanales sont principalement employés dans les conflits asymétriques par les combattants irréguliers, comme les terroristes et les guérilleros, et par les commandos. 
Ce type d'arme existe depuis l'invention de la poudre à canon, mais il a été largement médiatisé sous l'appellation d'EEI depuis l'intervention américaine de 2003 en Irak.

## Généralités

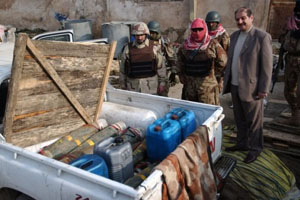
Véhicule piégé désamorcé en Irak. La charge est composée d'obus d'artillerie et de bidons de carburant.

Un EEI est un engin positionné ou fabriqué de manière artisanale et incorporant des composants chimiques explosifs, incendiaires ou toxiques. Il est conçu pour détruire, handicaper, ralentir ou faire diversion. Il peut incorporer des éléments provenant d'arsenaux militaires (par exemple une grenade), mais le plus souvent il est composé d'un assemblage de pièces non militaires. 
Un EEI se compose typiquement d'une charge explosive, d'une charge d'amorçage, d'un détonateur et d'un système mécanique ou électronique de mise à feu. Il existe de nombreuses variétés d'EEI, souvent montés à partir d'éléments hétéroclites.
La plupart des EEI sont de conception rudimentaire et n'explosent pas au moment voulu, ou pas du tout. Toutefois, certains groupes sont connus pour avoir produit des engins sophistiqués à partir de munitions militaires (souvent des obus d'artillerie) et d'éléments disponibles dans le commerce, tels que des téléphones mobiles pour les systèmes de mise à feu. Le degré de sophistication dépend de l'ingéniosité de l'artificier et des outils et matériaux disponibles.
Les EEI sophistiqués contiennent principalement des explosifs brisants. Le risque existe cependant que des substances toxiques chimiques, biologiques, ou radioactives soient employées à leur fabrication pour en multiplier l'effet destructeur ou psychologique. 
Les EEI sont parfois camouflés en objets anodins ou placés à bord de véhicules tels que voitures, camions et bateaux pour perpétrer attentats-suicides et assassinats.

## Fonctionnement
Les principes de base du déclenchement d'un engin explosif improvisé sont l'un ou la combinaison des trois suivants :

### Déclenchement piégé
L'engin explose par la manipulation, le contact ou la proximité d'un individu ou d'un véhicule. Un mécanisme caché fait exploser la charge ; plusieurs forces peuvent intervenir dans ce mécanisme de mise à feu, par exemple : tirer, pousser, relâcher la pression, tendre. Certains engins piégés font aussi intervenir les forces électromagnétiques dans leur déclenchement (exemple : l'engin explose lorsqu'un objet métallique se trouve à proximité).

### Déclenchement à retardement
L'engin explose après une durée déterminée fixée par une horloge mécanique ou électronique, voire une réaction chimique.

### Déclenchement contrôlé
L'engin explose sous l'action d'un opérateur, celui-ci pouvant se trouver soit en contact direct avec l'engin (exemple : ceinture explosive), soit à distance. Dans le second cas l'engin est télécommandé le plus souvent par fil, radio (exemple : téléphone mobile), ou infrarouge.

## Détection et désarmement d'un EEI

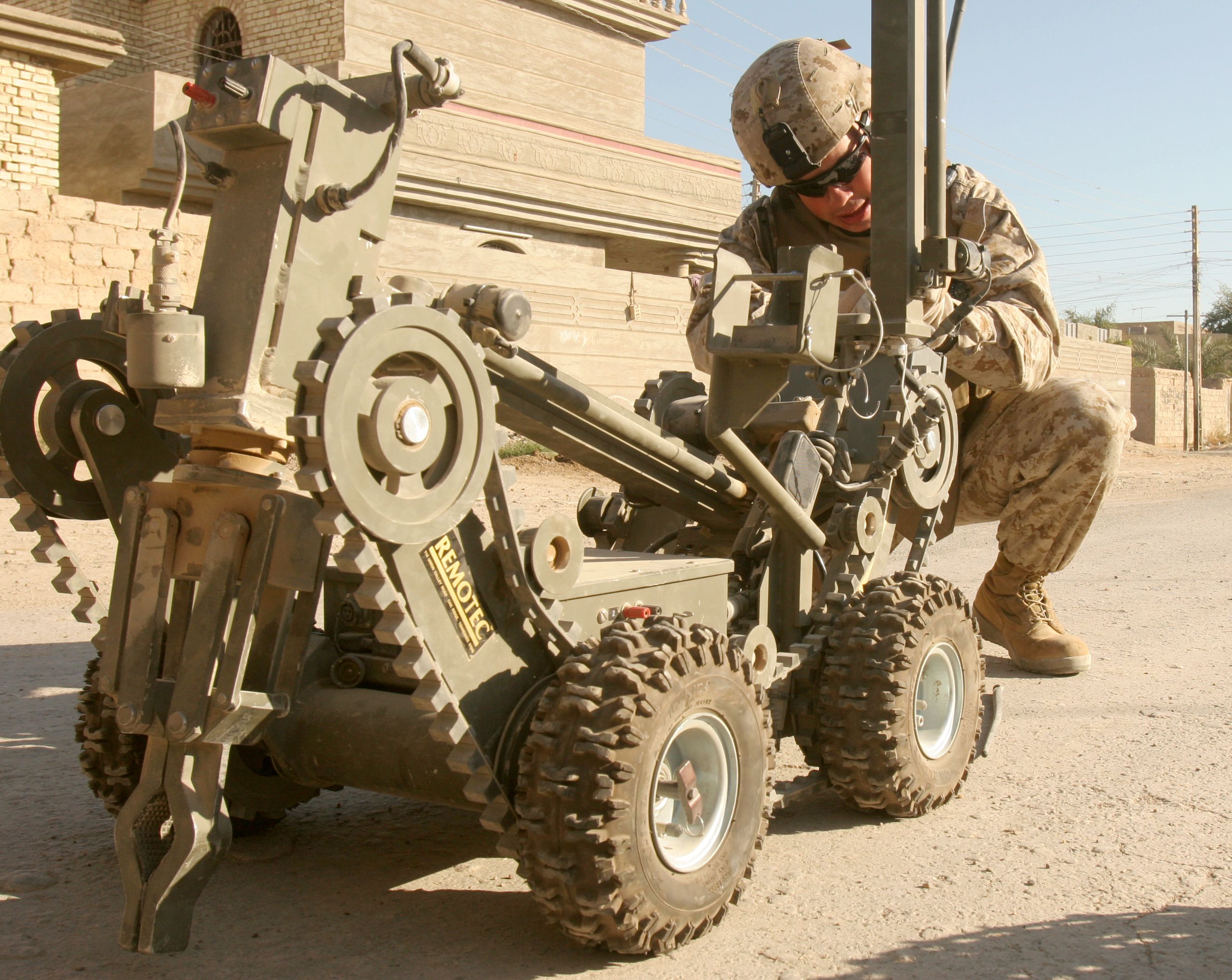
Un démineur de l'USMC se préparant à faire détoner un EEI enterré, à l'aide d'un robot de déminage.

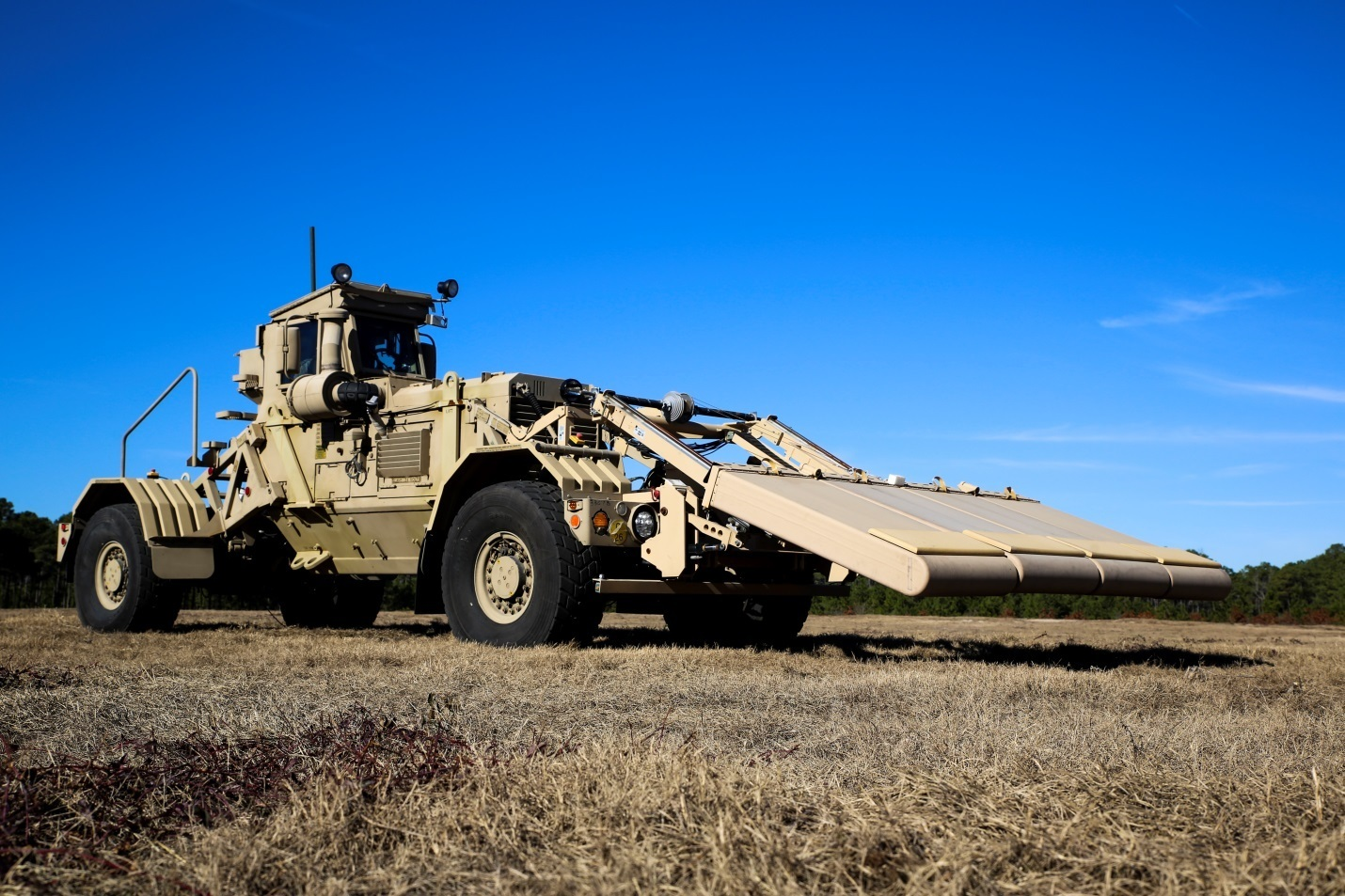
Husky VMMD.

Comme il s'agit d'engins non conventionnels, il n'existe aucune procédure précise pour les désamorcer, les démineurs préfèrent donc souvent les détruire lorsqu'ils ne se trouvent pas en zone urbaine peuplée. De plus, la possible présence d'éléments toxiques ou radioactifs requiert des précautions particulières. Ainsi les chars de déminage sont de peu d'utilité car ces engins sont disséminés et non concentrés en champs de mines, les engins de type Husky VMMD ont été développés dans ce but.

## Emploi dans les conflits

### Afghanistan
En 2008, 3 276 bombes artisanales ont été découvertes, que ce soit avant ou non leur explosion, soit une hausse de 45 % par rapport à 2007. Le nombre des militaires étrangers engagés dans la guerre d'Afghanistan tués par ces engins passant de 75 à 161. Il est estimé que 722 soldats ont été blessés par des EEI.
En 2009, ces engins ont tué 1 054 civils afghans et 275 des 520 soldats de la coalition ayant trouvé la mort en Afghanistan. Il est estimé qu’environ 5 % des militaires étrangers déployés en Afghanistan entre 2009 et 2011 ont été exposés à la déflagration d’un IED.

### Irak

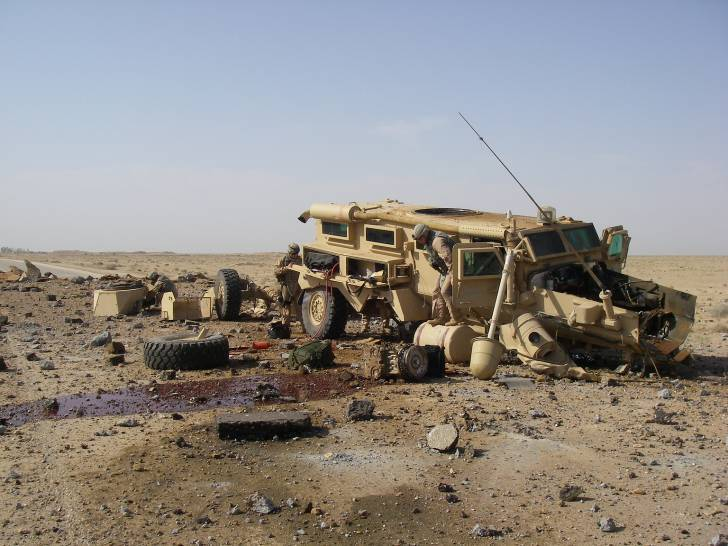
Véhicule Cougar à Al Anbar en Irak, touché par la charge directe d'un EEI, approximativement 300–500 livres.

Une étude française montre qu'en Irak, de mars 2003 à novembre 2006, sur 3 070 morts de la coalition militaire en Irak, 1 257 ont été causés par des EEI, soit 41 %. C’est-à-dire plus que dans les combats « classiques » (1 027 tués, soit 34 %). Partant de ce constat, des véhicules spécialement étudiés pour résister aux IED ont commencé à équiper les forces armées dans plusieurs pays. Ces véhicules MRAP ont un châssis inférieur en V qui permet d'évacuer l'onde de choc produite par l'explosion et de protéger l'équipage.
En 2006, on comptait 24 302 bombes artisanales contre 8 999 en 2008.

## Emploi lors d'actes terroristes
Les terroristes emploient des engins explosifs improvisés dont la composition signe, en quelque sorte, l'organisation terroriste à laquelle ils sont affiliés. Le TATP est ainsi la signature de Daech en Europe. Al-Qaïda utilise des matériaux variés, dont de l’ANFO et du PETN.
Les experts soulignent également le recours à des méthodes de plus en plus sophistiquées, notamment pour contrer les dispositifs de contrôle dans les aéroports. Les artificiers des organisations terroristes ont ainsi mis au point des explosifs sans métal détectables aux détecteurs de métaux ou des bombes cachées dans leurs sous-vêtements ou dans leurs chaussures. Les scanners des aéroports permettant de détecter ces explosifs, les artificiers ont mis au point des bombes corporelles (explosifs dans des implants mammaires (en), bombes intrarectales dans des suppositoires) pour contrer le développement des scanners corporels à ondes millimétrique dans les aéroports. La solution, difficilement réalisable, serait de recourir à des contrôles aux rayons X, d'empêcher le déclenchement de ces explosifs par radiofréquence en retirant aux voyageurs leurs téléphones portables durant les vols.
En 2017, les États-Unis et le Royaume-Uni interdisent dans les cabines d'avion tous les appareils électroniques plus gros qu'un téléphone portable (ordinateurs portables, tablettes, consoles de jeux, liseuses, lecteurs de DVD, appareils photos, etc) sur les vols de compagnies de plusieurs pays arabes et de Turquie. Ces appareils sont mis en soute car les autorités invoquent un risque d'attentat, craignant la possibilité de dissimuler un engin explosif improvisé de quelques centaines de grammes dans le logement destiné à accueillir la batterie. Des détecteurs d'explosifs permettent de déterminer des traces d'explosifs sur ces appareils.